# Шкляр, Василий Николаевич
Васи́лий Никола́евич Шкляр (укр. Васи́ль Микола́йович Шкляр; род. 10 июня 1951) — украинский писатель и политический деятель. Некоторые обозреватели называют его «отцом украинского бестселлера».
Изначально указывалось, что Василий Шкляр решением Комитета по Национальной премии Украины имени Тараса Шевченко признан лауреатом Шевченковской премии 2011 года, однако в указе Президента Украины № 275/2011 от 4 марта 2011 года «О присуждении Национальной премии Украины имени Тараса Шевченко», Василий Шкляр не упомянут.

## Биография
Родился 10 июня 1951 года в селе Ганжаловка (ныне Лысянского района Черкасской области Украины), где и пошёл в начальную школу. Позже семья переехала в город Звенигородка (Черкасской области, Украина), где Шкляр закончил 10-летнюю школу с серебряной медалью (1968 год), а затем поступил на филологический факультет КГУ имени Т. Г. Шевченко. Оттуда его хотели выгнать за то, что во время трудового семестра в колхозе играл бомбой (см. повесть В. Шкляра «Стороной дождик идет»), но он перевелся в Ереванский университет, где в 1972 году получил диплом о высшем образовании.
Работал в печати. В 1986 году перешёл на творческую работу. Параллельно с журналистской работой пишет свои первые литературные труды, в частности, в 1970-1980-х годах вышли в свет его первые взрослые сборники повестей и рассказов «Первый снег».
Писал прозу, издал более десятка книг, в частности романы «Тень совы», «Ностальгия», сборники повестей и рассказов «Снег», «Живица».
Член Союза писателей Украины с 1978 года, Ассоциации украинских писателей с 1999 года.
1988—1998 годы — занимался политической журналистикой, бывал в «горячих точках». Этот опыт — в частности, подробности операции по спасению семьи Джохара Дудаева после его гибели — Шкляр затем воспроизвёл в романе «Элементал» (2001).
1991 — становится членом Провода Украинской республиканской партии и пресс-секретарем СРП (до 1998 года).
В марте 1998 году был кандидатом в народные депутаты Украины от избирательного блока «Национальный фронт».
Известность как писателя пришла с выходом романа «Ключ» (1999 года), собравший ряд наград и был неоднократно переиздан в различных украинских издательствах. Это было первое произведение автора после продолжительной паузы — с 1990 года. Сам Шкляр объясняет эту паузу так: «Сказалась резкая смена эпох». Роман писался в 1998 году, после того как автор попал в реанимацию со смертельным диагнозом, но выжил и в больнице начал писать «Ключ». Роман неоднократно был издан на Украине (по состоянию на 2009 год — 12 раз) и за рубежом (переведён частности шведском, русском, армянском).
В 1999 году Шкляр стал членом  Ассоциации украинских писателей.
Шкляр владеет армянским языком. Переводил с армянского и новогреческого. Значительную огласку приобрел его перевод «Тараса Бульбы» Гоголя, сделанный с 1-го издания повести (1835 года; сборник «Миргород»), в котором была заменена «вера православная» на «веру христианскую» и исключено упоминание о русской земле. За такой перевод «Тараса Бульбы» Шкляра критиковал посол РФ на Украине Виктор Черномырдин.
В конце 2011 года Шкляр  создал Международную благотворительную организацию «Фонд Василия Шкляра "Холодноярская Республика"».
В 2015 году стал одним из лидеров партии «УКРОП».

## Произведения
- Первый снег (1977)
- Живица (1982)
- Черешня во ржи (1983)
- Лес (1986)
- Ностальгия (1989)
- Тень совы (1990)
- Ключ (1999)
- Элементал (2001)
- Кровь летучей мыши (2003)
- Чёрный ворон (2000—2004)
- «Декамерон» (украинская версия произведения Дж. Боккаччо, 2006)
- Репетиция сатаны (2006)
- Залышенець. Чёрный ворон (2009).
- Маруся (2014)

## Экранизация
По роману «Залышенець. Чёрный ворон» (2009) снят полнометражный фильм «Черный ворон» (режиссёр Тарас Ткаченко, сценарист Тарас Антипович при участии Василия Шкляра, в заглавной роли Ивана Черноуса по прозвищу Чёрный Ворон — Тарас Цымбалюк). Картина вышла в украинский широкий прокат 5 декабря 2019 года.

## Награды и премии
- 1995 — «Золотое перо», СЖУ
- 1999 — «Золотой Бабай», за лучший остросюжетный роман (роман «Ключ») [источник?]
- 2001 — «Коронация слова», первая премия в номинации «Роман» — за роман «Елементал»
- 2003 — «Спираль столетий», международная премия в жанре фантастики в номинации «За лучшую украиноязычную фантастику (КиивКон-2003, роман «Ключ»)[13]
- 2011 — Национальная премия Украины имени Тараса Шевченко — за роман «Залишенець Чёрный ворон» (Комитет по Национальной премии Украины имени Тараса Шевченко определил её лауреатом В. Шкляра в середине февраля).
- 4 марта 2011 года Василий Шкляр официально обратился к президенту Виктору Януковичу с просьбой перенести его награждение Шевченковской премией на те времена, «когда при власти на Украине не будет украинофоба Дмитрия Табачника»[14].

## Интересные факты
- В обнародованном указе Президента Украины В. Ф. Януковича № 275/2011 от 4 марта 2011 года «О присуждении Национальной премии Украины имени Тараса Шевченко», Василий Шкляр не упомянут[3][4][5].
- Шкляр отказался от перевода и издания на русском языке романа «Залышенець», несмотря на просьбы издателей. Отвечая на вопрос телезрителей относительно возможности переиздания романа на русском для жителей Донбасса и Крыма, Шкляр отметил: «Не могу допустить, чтобы моя книга стала инструментом русификации»[15].
- В феврале 2011 высказался за отделение Крыма и Донбасса от Украины назвав свою позицию «философией отчаяния»:

Крым никогда исторически не был украинской территорией, и если нация больна и не может переварить, освоить эту территорию, то от неё лучше избавиться. Это все равно, когда у человека гангрена ноги, и чтобы все тело не заболело, — её просто отрезают. Когда-то к маленькой Литве хотели присоединить Калининградскую область. Представьте себе Литву и огромную область. Литовцы отказались, они костьми готовы были лечь, чтобы им не увеличивали территорию. Они знали, что это угроза их литовскости. Поэтому не нужно жить мечтами «от Сяна до Дона». Если эти «неукраинские» регионы отсоединятся, то Россия уже никогда не будет представлять серьезной угрозы для Украины.

## Критика
- Украинский политик, депутат Верховной Рады Александр Фельдман процитировал несколько отрывков из «Залышенця», в которых, по его мнению унижались евреи, русские и представители других национальностей. По словам Фельдмана — высшей награды Украины в области культуры, госпремии им. Тараса Шевченко — писатель удостоился только потому, что «никто в комитете по присвоению премии не удосужился прочитать роман „Залышенець“ внимательно». Фельдман потребовал комментариев от комитета по премиям, но ему не ответили[16].
- Один из крупнейших украинских издателей Александр Красовицкий также обвинял Шкляра в пренебрежительном описании представителей других национальностей на страницах романа[источник не указан 4384 дня].
- Директор Киевского института политических исследований и конфликтологии политолог Михаил Погребинский, сказал «МН», что, как бы ни был роман «Залышенець» хорош с литературной точки зрения, «его не стоит читать, если вы хотите поддержать гуманистический настрой детей и внуков <…> Роман делит мир на своих и чужих, он формирует стандарты ненависти к чужим»[16].
- По мнению А. Красовицкого, роман «Черный ворон» является ксенофобским и антисемитским[17]. Это мнение поддерживают и другие[18].